# Roman Bierła
Roman Bierła (* 21. března 1957 Katowice, Polsko) je bývalý polský zápasník, specializující se na zápas řecko-římský. V roce 1980 na olympijských hrách v Moskvě vybojoval v kategorii do 100 kg stříbrnou medaili. Dvakrát startoval na mistrovství světa, v roce 1979 vybojoval páté a v roce 1985 šesté místo. Na mistrovství Evropy vybojoval v roce 1979 stříbro, v roce 1980 čtvrté a v roce 1986 šesté místo.